# Franz-Joseph Schulze
Pour les articles homonymes, voir Schulze.
Franz-Joseph Schulze (18 septembre 1918 – 31 janvier 2005)  est un officier allemand ayant atteint le grade d'Oberleutnant de la Luftwaffe pendant la Seconde Guerre Mondiale. Il a été décoré de la Croix de Chevalier de la Croix de Fer. Franz-Joseph Schulze est capturé par les forces Britanniques en avril 1945, et est détenu jusqu'en octobre 1945. Il rejoint la Bundeswehr en 1956 et prend sa retraite en 1979 en ayant atteint le grade de Général.

## Décorations
- Croix De Fer (1939)
  - 2e Classe
  - 1re  Classe
- Croix allemande en Or (1er janvier 1945)
- Croix de chevalier de la Croix de Fer , le 30 novembre 1944, en tant que Oberleutnant et Chef du 3./Flak-Sturm-Régiment 241[1]
- Croix fédérale du Mérite
- Commandeur de la Légion d'Honneur
- Commandeur de la Légion du Mérite